# Gabbs (Nevada)
Gabbs es un lugar designado por el censo del condado de Nye, Nevada, Estados Unidos. La población era de 318 habitantes en el censo de 2000, cuando era una ciudad. Desde entonces, ha estado desincorporada, a partir del 8 de mayo de 2001 .

## Geografía
Gabbs se encuentra en 38°51′59″N 117°55′32″O / 38.86639, -117.92556 (38.866469, -117.925512).
Según el United States Census Bureau, la ciudad tiene un área total de 7.8 km² (3.0 mi²).

## Demografía
Según el censo de 2000, cuenta con 318 habitantes, 133 hogares y 84 familias residentes. La densidad de población es de 40.7 hab/km² (105.2 hab/mi²). Hay 183 unidades habitacionales con una densidad promedio de 23.4 u.a./km² (60.5 u.a./mi²). La composición racial de la población es 88,99% Blanca, 2,20% Nativa americana, 0,63% Asiática, 0,63% Isleños del Pacífico, 1,57 de Otros orígenes y 5,97% de dos o más razas. El 7,23% de la población es de origen Hispano o Latino cualquiera sea su raza de origen.
De los 133 hogares, en el 31,2% de ellos viven menores de edad, 48,1% están formados por parejas casadas que viven juntas, 9,0% son llevados por una mujer sin esposo presente y 36,8% no son familias. El 33,8% de todos los hogares están formados por una sola persona y 15,0% de ellos incluyen a una persona de más de 65 años. El promedio de habitantes por hogar es de 2,39 y el tamaño promedio de las familias es de 3,07 personas.
El 29,6% de la población de la ciudad tiene menos de 18 años, el 5,0% tiene entre 18 y 24 años, el 23,6% tiene entre 25 y 44 años, el 28,9% tiene entre 45 y 64 años y el 12,9% tiene más de 65 años de edad. La mediana de la edad es de 39 años. Por cada 100 mujeres hay 100,0 hombres y por cada 100 mujeres de más de 18 años hay 103,6 hombres.
La renta media de un hogar es de $28,500, y la renta media de una familia es de $32.917. Los hombres ganan en promedio $33.365 contra $40,938 para las mujeres. La renta per cápita es de $15,322. 11.2% de la población y 6.3 de las familias tienen entradas por debajo del nivel de pobreza. De la población total bajo el nivel de pobreza, el 5,6% son menores de 18 y el 14,3% son mayores de 65 años.